# Sensasciou
I Sensasciou sono un gruppo musicale italiano di genere world music.

## Storia
Il gruppo, originario di Genova, nacque nel 1992 come trio, composto dal cantante Bob Quadrelli, Alberto "Bobby Soul" Debenedetti e Renato Rassis.
Il loro primo disco, dal titolo In Scio Bleu, è stato pubblicato da CNI nel 1995.
I testi sono cantati in genovese mentre la musica è mutuata dai ritmi della musica africana. Hanno pubblicato tre album e vinto nel 1997 la Targa Tenco per l'album Generazione con la x, per la migliore opera in dialetto.

## Formazione

### Formazione attuale
- Roberto "Bob" Quadrelli
- Alberto "Bobby Soul" Debenedetti
- Renato Rassi

## Discografia

### EP
- 1994 - Cangia ' sta vitta (autoprodotto)

### Album in studio
- 1995 - In Scio Bleu (Anagrumba, LDL 733)
- 1997 - Generazione con la X (BMG, LDL 979, doppio CD)
- 2004 - Na Bunna Sperlenghejua (CNI, GDS 16309)